# 米哈伊尔·拉舍维奇
米哈伊尔·米哈伊洛维奇·拉舍维奇（俄语：Михаил Михайлович Лашевич；1884年—1928年8月30日），苏联党和军事领导人，生于俄罗斯帝国敖德萨的一个犹太人家庭。

## 生平
1901年加入俄罗斯社会民主工党，1903年后加入了布尔什维克。第一次世界大战期间，被征召入帝俄军队，两次受伤。1917年2月革命后，前往彼得格勒，反对列宁发动布尔什维克革命的决定。十月革命之后，担任高级军事、政党和政府职务。作为红军高级指挥官，参加了击败尤登尼奇、邓尼金和高尔察克的作战。于1923年，与克里门特·伏罗希洛夫一同被任命为革命军事委员会委员，同年当选为中央委员会。1925年—1926年担任战争事务副委员。
约瑟夫·斯大林上台后，拉什维奇支持托洛茨基。后被免去了中央职务，1926年4月14日被送往哈尔滨担任中东铁路代理经理。1927年，在全联盟共产党（布尔什维克）第十五次代表大会上，与其他托洛茨基主义者一起被开除党籍。1928年，一度恢复党籍。据报道，1928年8月，他因参与内蒙古政治家郭道甫率领的呼伦贝尔市巴尔虎起义而被中国政府逮捕。
拉希维奇于1928年8月30日自杀。10年后，他的妻子和母亲在大清洗中被杀。